# 邁迪格
35°41′9″N 5°19′31″W / 35.68583°N 5.32528°W

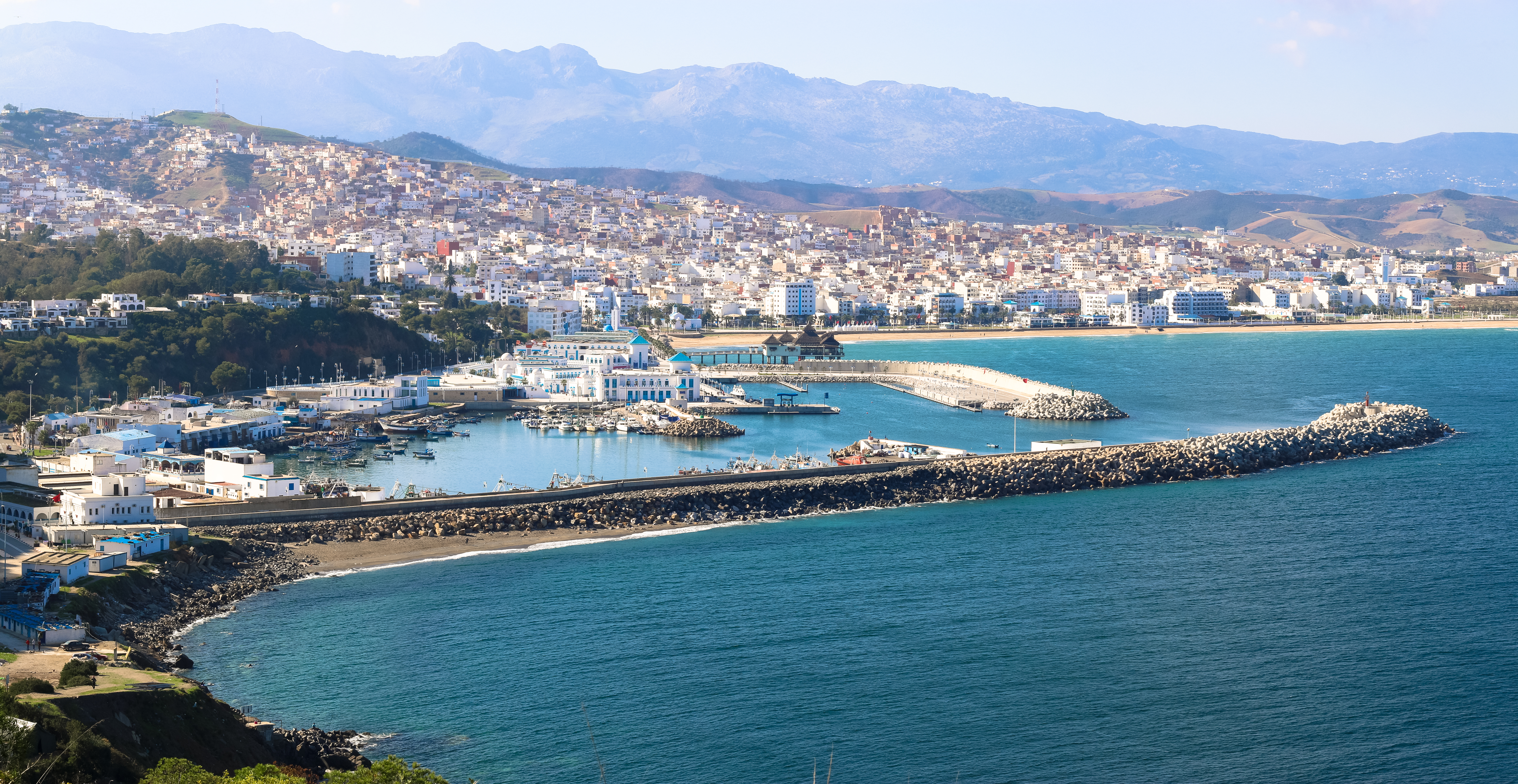
邁迪格

邁迪格（阿拉伯语：‎）是一座摩洛哥的地中海临海城鎮，位於該國北部，由丹吉爾-得土安-胡塞馬大區負責管轄，是邁迪格省的首府，分別距離得土安和休達15公里和25公里，2014年人口56,227。此外每年有10万多游客到邁迪格。邁迪格面积480公顷，其中153公顷是城市面积。
邁迪格帆船周是一个重要旅游名胜。它的组织者是邁迪格王家帆船俱乐部，此外一些公司资助。这个活动对当地的社会和文化活动也有重要性。

## 海港
邁迪格的海港分两部分，一部分是给旅游用的，另一部分是给渔船用的。近年里两个海港均被扩建，改进为游客的服务以及提高港口的容量。附近休達的人喜欢到邁迪格度周末。邁迪格的港口可以容纳50米长，吃水5米深的船。

## 友好城市
- 法國 弗龙蒂尼昂